# Praça do Chile
Die Praça do Chile ist ein Platz in der nördlichen Innenstadt der portugiesischen Hauptstadt Lissabon. Er wird gebildet aus der Kreuzung der Rua Morais Soares, Avenida Almirante Reis und der Rua António Pereira Carrilho.
Der Platz war ursprünglich Teil der Avenida Almirante Reis. Mit der Anlage eines kreisrunden Platzes entstand der Wunsch nach einer eigenständigen Benennung. Ein Ratsherr unterbreitete der Câmara Municipal am 25. Oktober 1928 den Vorschlag, den Platz nach der südamerikanischen Republik Chile zu benennen. Ihm folgte die Câmara am 6. Dezember 1928 mehrheitlich. Die Häuser Avenida Almirante Reis Nº 150, 155, 170 bis 174 und 176 wurden dem neuen Platz zugeordnet.
Im Zentrum des Platzes wurde am 17. Oktober 1950 eine Statue des chilenischen Bildhauers Guilherme de Córdoba enthüllt. Sie zeigt den portugiesischen Seefahrer Ferdinand Magellan und war ein Geschenk der chilenischen Regierung. Eine identische Statue befindet sich in Punta Arenas. Das Monument ersetzte eine Neptunstatue, die heute auf dem  Largo de Dona Estefânia steht.
Der Platz ist verkehrlich durch den U-Bahnhof Arroios erschlossen.